# Conus wallangra
Conus wallangra is een in zee levende slakkensoort uit het geslacht Conus. De slak behoort tot de familie Conidae. Conus wallangra werd in 1961 beschreven door Garrar. Net zoals alle soorten binnen het geslacht Conus zijn deze slakken roofzuchtig en giftig. Zij bezitten een harpoenachtige structuur waarmee ze hun prooi kunnen steken en verlammen.
Floraconus wallangra is een synoniem voor deze slak.